# 1st Anniversary
Albums de Melon Kinenbi
Folk Songs 2
(2002) The Nimaime
(2004)
Singles
 1st Anniversary  est le premier album du groupe de J-pop Melon Kinenbi, sorti le 12 mars 2003 au Japon sur le label zetima, produit et majoritairement écrit par Tsunku. Il atteint la 11e place du classement de l'Oricon, et reste classé pendant quatre semaines, se vendant à 27 004 exemplaires durant cette période ; il restera le disque le plus vendu du groupe. Il contient les chansons-titre de ses huit premiers singles sortis jusqu'alors, et trois nouvelles chansons inédites, plus deux titres instrumentaux en introduction et en fin d'album.

## Liste des titres
1. Melon Kinenbi no Theme (OP)  (メロン記念日のテーマ(OP)?)
2. Akai Freesia  (赤いフリージア?)
3. Kōsui  (香水?)
4. Anniversary  (ANNIVERSARY?)
5. This is Unmei  (This is 運命?)
6. Kokuhaku Kinenbi  (告白記念日?)
7. Nemuranai Yoru  (眠らない夜?)
8. Sā! Koibito ni Narō  (さぁ！恋人になろう?)
9. Denwa Matte Imasu  (電話待っています?)
10. Natsu no Yoru wa Danger!  (夏の夜はデインジャー!?)
11. Amai Anata no Aji  (甘いあなたの味?)
12. Endless Youth  (ENDLESS YOUTH?)
13. Melon Kinenbi no Theme (ED)  (メロン記念日のテーマ(ED)?)